# Lothar Schenck von Trapp

Lothar Schenck von Trapp (eigentlich Lothar Schenck; * 20. August 1889 in Wiesbaden; † 8. Juni 1950 in Berlin) war ein deutscher Bühnenbildner und Ausstattungsleiter.

## Leben
Lothar Schenck wuchs in Wiesbaden auf und erhielt u. a. bei Friedrich Lütkemeyer in Coburg eine Ausbildung zum Bühnenmaler. 1913 nahm er eine Anstellung als Theatermaler am Hoftheater Darmstadt an, wo ihn der dortige Bühnenbildner Kurt Kempin beeinflusste. Nach Kriegseinsatz kehrte er nicht mehr nach Darmstadt zurück, sondern ging – jetzt unter Hinzufügung des Geburtsnamens der Mutter als Lothar Schenck von Trapp – kurzzeitig an das Stadttheater nach Mainz (1919–1920) und dann an das Staatstheater Wiesbaden (1920–1924). Dort brachte er es durch seine vom Jugendstil beeinflussten, stilisierten Bühnenbilder zu einigem Ruhm. Gastspiele führten ihn u. a. auch nach Zürich. Wegen eines Theaterskandals, in den er verwickelt war, musste er das Wiesbadener Haus verlassen und wurde vom Darmstädter Intendanten Ernst Legal an das Hessische Landestheater berufen.
In Darmstadt bestimmte er als Bühnenbildner und Ausstattungsleiter maßgeblich den Inszenierungsstil des Theaters, das in den 1920er Jahren weit über die regionalen Grenzen als avantgardistische Bühne bekannt war. Seine farbenfrohen Bühnengestaltungen ließen seine Produktionen oft zu Publikumsmagneten werden, gerieten aber wegen ihres extravaganten und fantasiereichen Stils immer wieder in den Fokus der Kritik. Auch in der Ära des Intendanten Carl Ebert blieb Schenck von Trapp eine feste Größe in der Darmstädter Theateravantgarde. Zu nennen ist insbesondere die fruchtbare Zusammenarbeit mit dem Regisseur Renato Mordo. Gastspiele führten ihn bald auch nach Berlin, auf Ausstellungen zur modernen Theaterkunst wurden seine Entwürfe gezeigt.
1929 wechselte Schenck von Trapp vor den Darmstädter Sparzwängen nach Kassel, blieb dem Hessischen Landestheater in Darmstadt aber als Gastbühnenbildner erhalten, wo er u. a. die Bühnenbilder der bekannten Inszenierung von Alban Bergs Wozzeck (1930) schuf. 1933 ging er nach Wiesbaden. In der Wiesbadener Zeit zeigten die Bühnenbilder – nicht zuletzt der NS-Kunstideologie verpflichtet – kaum noch die Kreativität und Experimentierfreude wie in Darmstadt. Wegen eines Sexualdelikts 1943 entlassen, siedelte Schenck von Trapp nach Berlin um und heiratete dort die Kostümbildnerin Aenne Pfusch.
Nach dem Zweiten Weltkrieg war er der meistbeschäftigte Bühnenbildner Berlins mit Projekten an verschiedensten Bühnen der Stadt, vor allem an der Staatsoper Unter den Linden, geriet dort aber unter Formalismusverdacht. Während er sich um eine Rückkehr nach Wiesbaden bemühte, verstarb er überraschend in Berlin.

## Archivalien
- Hessisches Staatsarchiv Darmstadt
- Hessisches Hauptstaatsarchiv Wiesbaden
- Universitäts- und Landesbibliothek Darmstadt
- Theaterwissenschaftliche Sammlung der Universität zu Köln